# Damingpaladset
Damingpaladset, eller Daminggong (kinesisk: 大明宫, Dàmínggōng) var det kejserlige palads for Tangdynastiet (618–907) i Chang'an, nutidens Xi'an, i Kina. Paladset var det dyreste i Kinas historie og var 4,5 gange større end Den forbudte by i Peking. Fra da det blev færdigbygget i år 664 styredes Kina af 17 kejsere fra Damingpalatset i 240 år, inden det blev ødelagt, og til sidst helt opgivet i år 904. I dag er man i gang med en genopbygning af Damingpaladset og det kan besøges ved Daming Palace National Heritage Park som ligger lige nord for Xi'ans centrale jernbanestation.